# Хронология вторжения России на Украину (август 2025)
Эта статья является частью хронологии широкомасштабного вторжения РФ на Украину и описывает события, произошедшие в августе 2025 года.

## 1 августа
По данным проекта DeepState, российская армия продвинулась в Часовом Яру, Торецке и ещё трёх местах Донецкой области.

## 2 августа
По данным ВВС Украины, ночью российская армия запустила по Украине 53 беспилотника, из которых 45 удалось сбить.
Российская бомбардировка Херсона. Повреждены мост, многоэтажный и три частных дома. Погиб человек.
Генштаб ВСУ и СБУ заявили об ударах минувшей ночью по Новокуйбышевскому и Рязанскому нефтеперерабатывающих заводах, базе горюче-смазочных материалов в Воронежской области, заводу «Электроприбор» в Пензе и аэродрому хранения «Шахедов» в Приморско-Ахтарске. Пожар на аэродроме был зафиксирован на спутниковых снимках NASA. По данным Reuters, ссылающегося на три источника в отрасли, мощность Рязанского НПЗ упала вдвое, а Новокуйбышевский был остановлен.
Минобороны РФ заявило, что над восемью регионами России, Крымом, Азовским и Чёрным морями были сбиты 112 украинских беспилотников. В Пензе, Самаре и Ростовской области, по данным местных властей, есть по одному погибшему.
Информагентство Bloomberg сообщило, что с осени 2024 года западные разведки отмечают уменьшение количества диверсий, спонсируемых РФ. Однако с января по май 2025 года Международный институт стратегических исследований насчитал в Европе 11 организованных российскими спецслужбами актов саботажа.

## 3 августа
Проект DeepState сообщил о продвижении российской армии около 4 населённых пунктов Донецкой области.
Ночью, по данным ВВС Украины, российская армия запустила по Украине 76 беспилотников и 7 ракет. 60 беспилотников и одна ракета, как сообщается, были обезврежены.
По данным МВД Украины, от российских ударов в Донецкой области погибли 5 местных жителей и ранены 11, в Херсонской — погибли двое и ранены 11. В Степногорске (Запорожская область), по данным местных властей, погибли три человека.
Российский ракетный удар по Николаеву. По данным местных властей, разрушены 3 частных дома, повреждены 23 частных и 12 многоквартирных домов, почта, магазин и прочее. Пострадали семь человек. Ударами российских авиабомб вновь повреждён мост в Херсоне, ведущий в микрорайон Корабел. Власти попросили жителей микрорайона эвакуироваться.
Украинские беспилотники ударили по нефтебазе в Адлере (Сочи). Загорелись два резервуара с нефтепродуктами. Минобороны РФ заявило, что над регионами России, Крымом и Чёрным морем были сбиты 93 украинских беспилотника.

## 5 августа

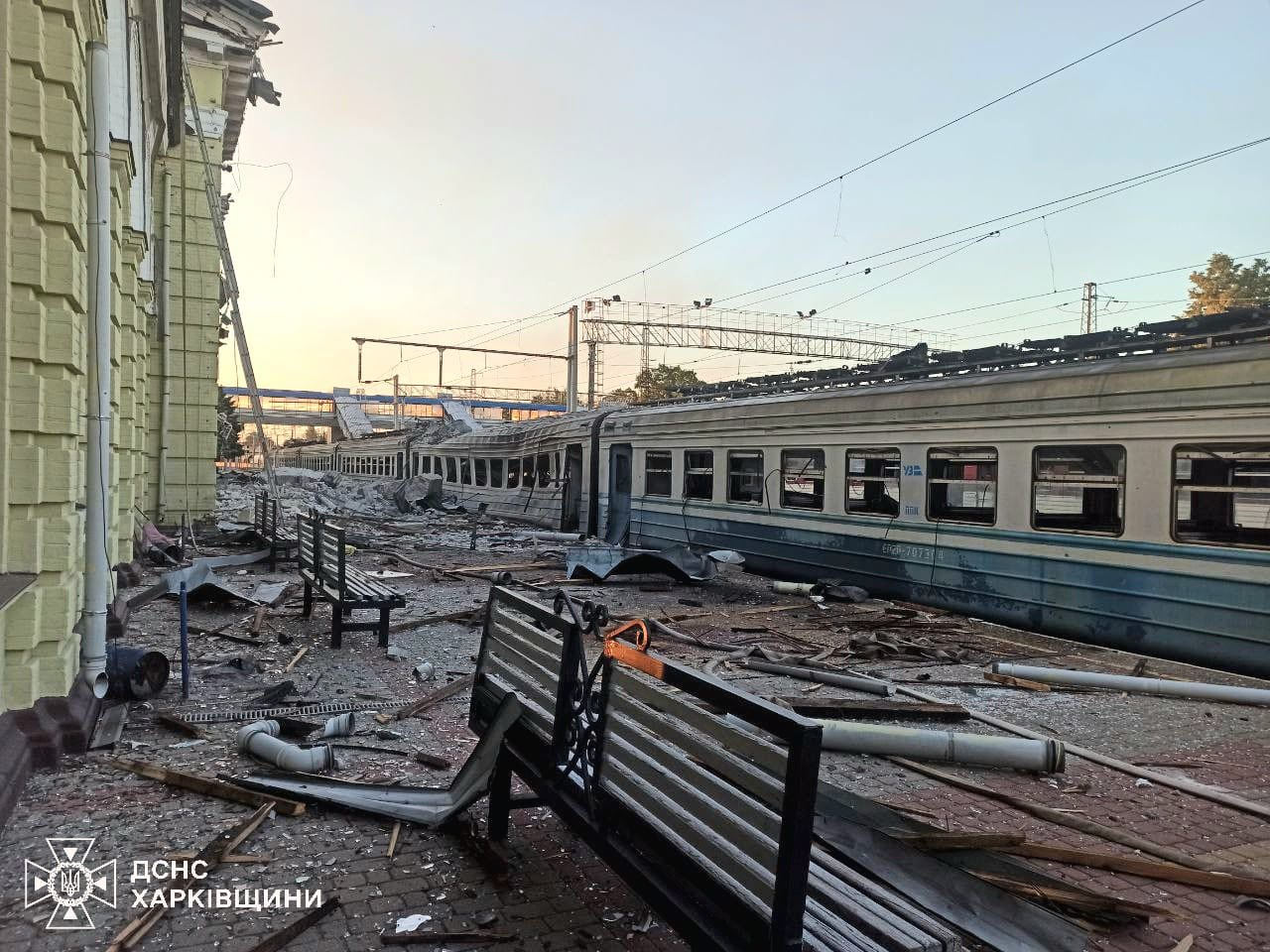
Станция Лозовая после удара

Российский удар беспилотниками по железнодорожной станции Лозовая в Харьковской области. По словам местных властей, это сильнейшая атака на город Лозовая с начала войны: были использованы 34 беспилотника. Повреждены жилые дома, два человека погибли, не менее 13 пострадали.

## 6 августа
В ночной российской атаке, по данным ВСУ, были использованы 45 беспилотников, из которых 36 были сбиты. Зафиксированы попадания остальных девяти беспилотников в трёх местах и падение обломков в ещё одном месте.
Российский удар авиабомбами по базе отдыха в Запорожском районе. По предварительным данным, два человека погибли и 12 ранены.
Российский удар по компрессорной станции в Одесской области, через которую Украина и другие страны Европы получают азербайджанский газ. Как сообщило Минэнерго Украины, удар был нанесён десятками беспилотников.
Кроме того, по словам президента Украины Владимира Зеленского, были атакованы электросети в Днепропетровской области и дома в Херсоне, Харьковской и Донецкой областях.

## 11 августа
Россияне совершили прорыв к востоку от Доброполья (к северо-западу от Покровска) до Золотого Колодезя и Кучерова Яра, оказалась перерезана трасса Т-0515. Заняты Разино, Шахово, Фёдоровка, Затышок, Бойковка, Новоторецкое, Маяк и Панковка Покровского района (на территории бывшего Добропольского района).

## 12 августа
Российские ДРГ проникли в Рубежное, Весёлое и Кучеров Яр Покровского района. Глубина прорыва достигла 10 км.

## 13 августа
В ночь на 13 августа беспилотники ВСУ нанесли удар по линейной производственно-диспетчерской станции (ЛПДС) «Унеча» в селе Высокое в Унечском районе Брянской области. ЛПДС «Унеча» является крупнейшим узлом нефтепровода «Дружба».

## 15 августа

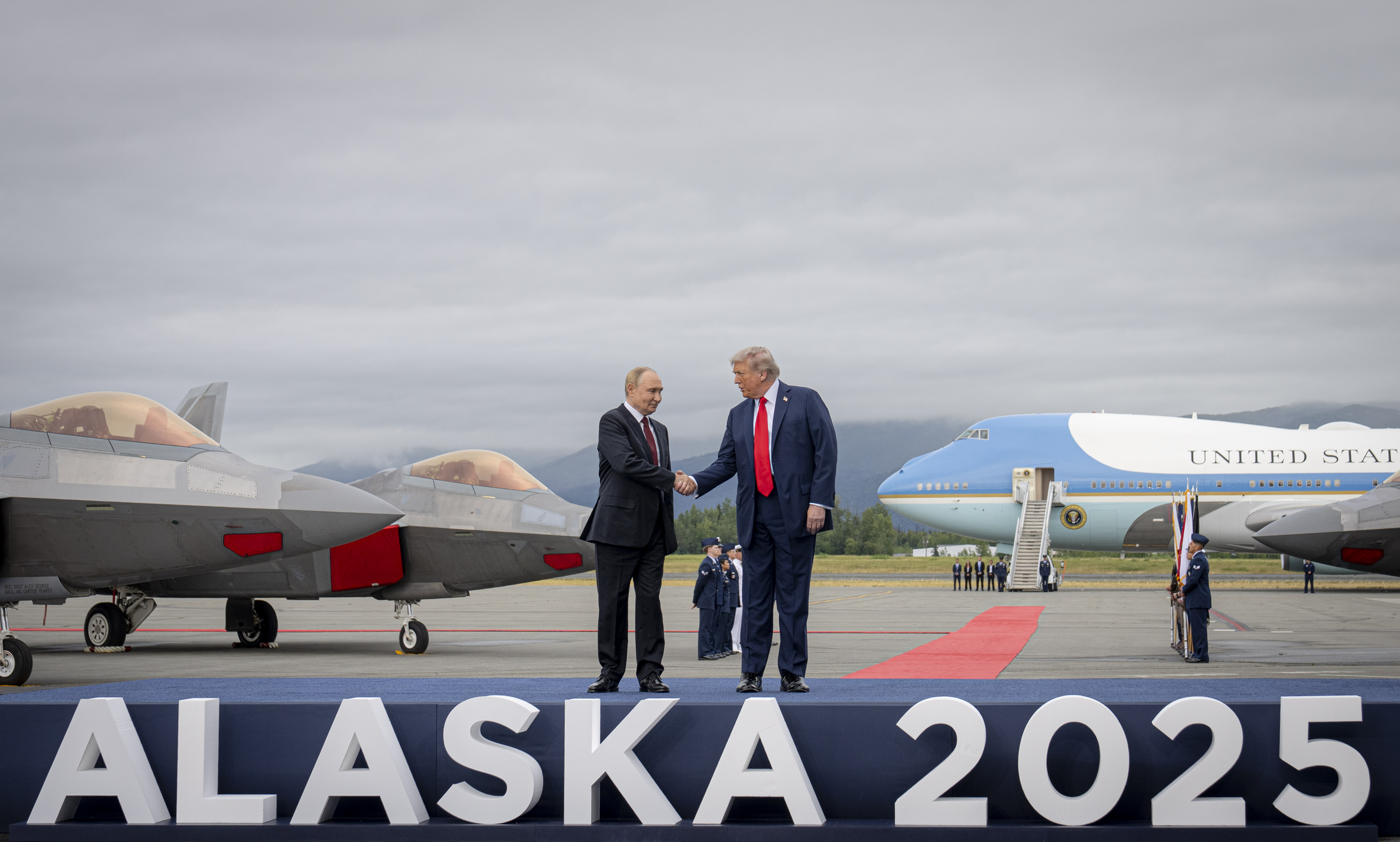
Владимир Путин и Дональд Трамп в Анкоридже, Аляска, 15 августа 2025 года

Вооружённые силы Украины атаковали порт Оля с помощью беспилотников. По информации украинских военных, в результате удара повреждено грузовое судно «Порт Оля 4», на котором находились комплектующие для беспилотников «Шахед» и боеприпасы из Ирана.
Президент России Владимир Путин и президент США Дональд Трамп встретились в Анкоридже (Аляска), главной темой их встречи стало мирное урегулирование войны в Украине.

## 18 августа

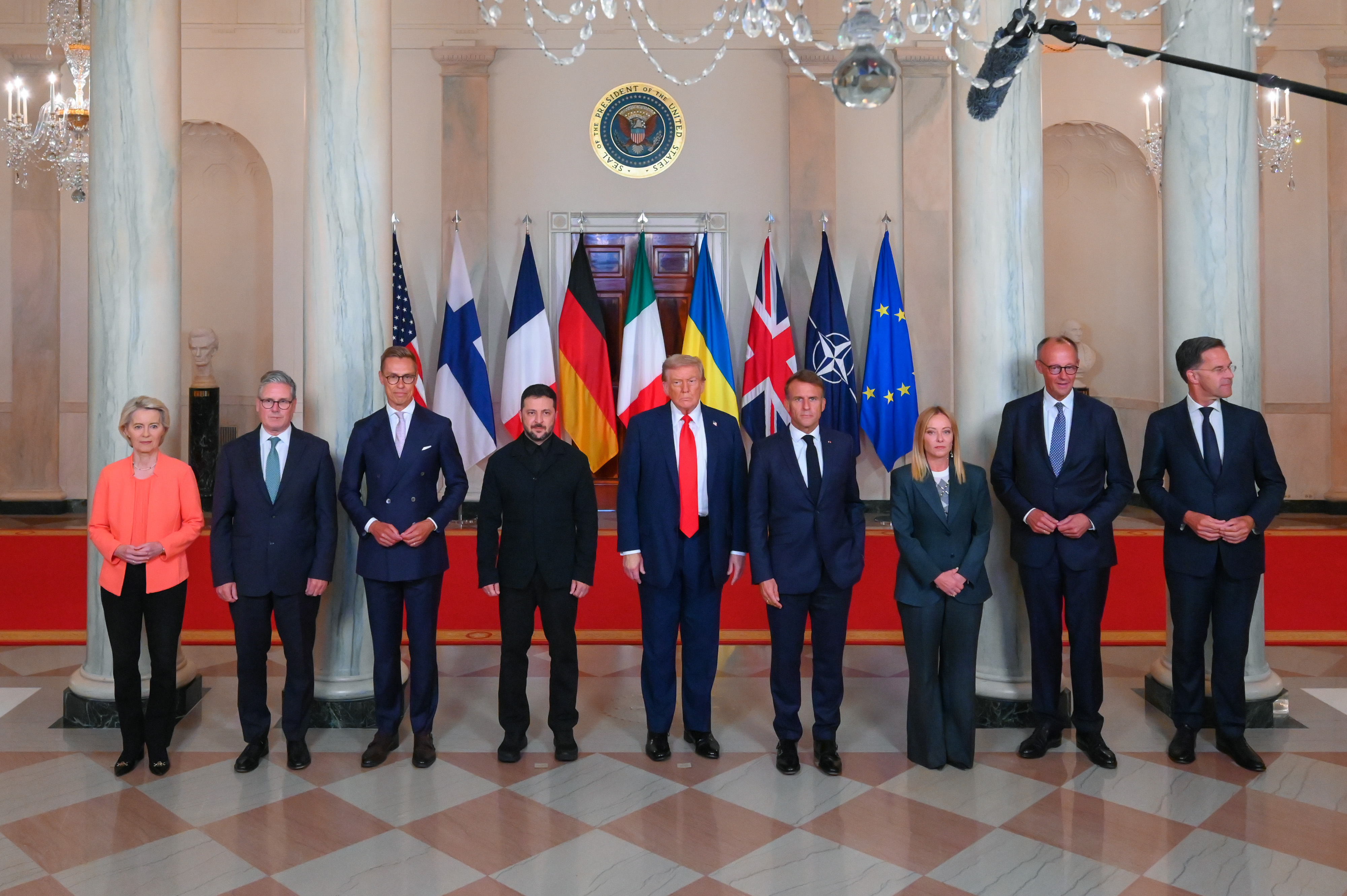
Встреча в Белом доме, 18 августа 2025 года

Президент США Дональд Трамп и президент Украины Владимир Зеленский встретились в Белом доме для обсуждения мирного урегулирования российско-украинской войны. Также Трамп и Зеленский встретились с представителями НАТО, Евросоюза и европейских государств, в числе которых были генеральный секретарь НАТО Марк Рютте, глава Еврокомиссии Урсула фон дер Ляйен, премьер-министр Великобритании Кир Стармер, президент Франции Эмманюэль Макрон, канцлер ФРГ Фридрих Мерц, премьер-министр Италии Джорджа Мелони и президент Финляндии Александр Стубб.
ВСУ нанесли удар беспилотниками по Никольской нефтеперекачивающей станции в Тамбовской области. В итоге прекращена работа нефтепровода «Дружба».